# Miles Bellville
Miles Bellville est un skipper britannique né le 28 avril 1909 et mort le 27 octobre 1980.

## Carrière
Miles Bellville obtient une médaille d'or olympique de voile en classe 6m Jauge internationale aux Jeux olympiques d'été de 1936 à Berlin.